# 桃川忠
桃川 忠（ももかわ ちゅう、1932年 - 2018年）は、日本の紙切り師。母方の親戚は2代目桃川如燕。

## 経歴
1932年（昭和7年）、東京都北区生まれ。幼少期に絵本の動物を切り抜くことに興味を持ち、小学生の頃には新聞紙を用いて、動物やSLなどを切り出す。18歳の時、浪曲師を志すが家族の反対に遭って断念。様々な職業を転々とした後、1964年（昭和39年）、荒川区で鉄工所を始める。1981年（昭和56年）5月5日、知人の勧めを得て、浦和市の伊勢丹オープンイベントで紙切り師としてデビュー。以来、日本のみならず、海外でも活動する。
鋏1丁で同時に複数枚の作品を作りあげる技法は、桃川独自の技法である。桃川は自身の芸を江戸紙切りと名付けた。
日本芸能実演家団体協議会に所属。弟子に二代目桃川忠（桃川健より2022年二代目襲名）、伊東みきがいる。